# Dobbins
Dobbins es un lugar designado por el censo ubicado en el condado de Yuba en el estado estadounidense de California. En el año 2010 tenía una población de 624 habitantes.

## Geografía
Dobbins se encuentra ubicado en las coordenadas 39°22′17″N 121°12′25″O / 39.37139, -121.20694.

## Educación
El Distrito Escolar Unificado de Marysville sirve Dobbins.